# 1918年ピューリッツァー賞
1918年ピューリッツァー賞（1918ねんピューリッツァーしょう）は、1917年1月1日から12月31日までの活動を対象とする第2回目のピューリッツァー賞である。この年のみ、新聞史部門が設置された。

## 報道部門
- 公益
  - ニューヨーク・タイムズ紙。記録性を重視した全文掲載主義をとっており、第一次世界大戦に関する公式文書、報告書、外交白書、演説を掲載したことで公益に貢献したため。
- 報道
  - ハロルド・A・リトルデール（ニューヨーク・イブニング・ポスト紙記者）。ニュージャージー州の刑務所において蔓延していた惨状を暴露し、改革の先鞭をつけた。
- 社説
  - ルイビル・クーリエ・ジャーナル紙。受賞対象となったのは、ケンタッキー州ルイビル市の民主党を支援する新聞社の二本の社説（「敗者は無残なるかな!」「戦争それ自体が賠償」）。
- 新聞史
  - ミナ・ルーインソン、ヘンリー・ビートル・ハウ。1917年に新聞が国民に果たした貢献をまとめあげた。

## 文学芸能部門
- 小説
  - アーネスト・プール His Family 1910年代のニューヨークを舞台にした中産階級の家族の物語で、変化し続ける社会に適応しようとする様子を描いた。
- 戯曲
  - ジェシー・リンチ・ウィリアムズ Why Marry?
- 歴史書
  - ジェームス・フォード・ローズ A History of the Civil War, 1861-1865 南北戦争をテーマとした歴史書。
- 伝記
  - ウィリアム・キャベル・ブルース Benjamin Franklin, Self-Revealed ベンジャミン・フランクリンの伝記。